# City of the Queen
City of the Queen: A novel of colonial Hong Kong ist ein Roman der taiwanischen Schriftstellerin Shi Shuqing aus dem Jahr 2005.

## Inhalt

### Rahmenhandlung
Hong Kong war für über 150 Jahre ein annektiertes Gebiet des Vereinigten Königreiches von Großbritannien. Die Errichtung dieser britischen Kronkolonie hatte zur Folge, dass sich die einheimische Bevölkerung mit tiefgreifenden Veränderungen konfrontiert sah. Es trafen auf dieser Insel zwei Kulturen aufeinander, wie sie gegensätzlicher nicht hätten sein können. Im Laufe der Besatzungszeit kristallisierte sich mehr und mehr ein Spannungsfeld zwischen beiden Parteien heraus. Diese von Konflikten und Unterdrückung geprägte Epoche zeichnet Shi Shuqing in ihrem Roman nach. Es geht ihr dabei um die kritische Auseinandersetzung mit der Geschichte Hong Kongs unter britischer Fremdherrschaft. Ein besonderes Augenmerk legt sie dabei auf den diskriminierenden Umgang der Briten mit der chinesischen Bevölkerung.

### Zusammenfassung
Huang Deyun, ein armes Bauernmädchen vom Land, wird entführt und nach Hong Kong verschifft. Dort wird sie gezwungen, in einem Bordell als Prostituierte zu arbeiten. Einer ihrer Freier – Adam Smith; ein einflussreicher Brite – wurde ihre große Liebe. Er sollte ihr Leben für einige Jahre bestimmen. 1894 wurde Hong Kong von einer gefährlichen Plage heimgesucht. Jene forderte viele Opfer und brachte enorme gesellschaftliche Umwälzungen mit sich. Huang Deyun wird eines Tages schwanger, und später stellt sich heraus, dass es ein Sohn wird. Sie wurde von Adam Smith geschwängert. Unglücklicherweise verlässt Adam Deyun nach einiger Zeit, und Deyun muss sich fortan alleine um das Wohlergehen ihres Sohnes kümmern. Sie trifft später ihren künftigen neuen Lebensgefährten, mit dem sie auch in einem Haushalt zieht. Sein Name ist Qu Yabing, und Qu ist der Untergebene von Adam Smith. Jedoch verlässt auch Qu nach einiger Zeit Deyun, da er Deyun noch zu sehr mit Adam in Verbindung bringt, und sich deswegen angeekelt fühlt.

Deyuns Leben beginnt schließlich, sich radikal zu ändern. Sie lässt ihr altes Leben als Prostituierte hinter sich und fängt an, als vernünftige Angestellte in einem Pfandhaus sich und ihren Sohn über Wasser zu halten. Deyuns Sohn Richard hat das große Glück, eine westliche Ausbildung zu bekommen und erhält somit später eine gutbezahlte Arbeit. Auch für Deyun geht es geschäftlich aufwärts. Richard lernt seine künftige Frau Li Meixiu kennen, die Richards Mutter Deyun für ihn bereits ausgesucht hatte. Sie organisiert auch die Hochzeit für die beiden. Zu jenem Zeitpunkt war Hong Kong ein Brandherd für Aufstände und Proteste der Chinesen. Die Aufstände stürzten Hong Kong in ein unvergleichliches Chaos und führten dazu, dass die britische Kronkolonie in ihrer Macht erheblich geschwächt wurde.

Schließlich lernt Deyun Sean Shelley kennen. Sean ist ein hochrangiger Angestellter in der Wayfoong Bank und er kommt mit Deyun zusammen. Später aber fügt auch er sich in die Reihe der sich abwendenden Liebhaber ein und verlässt Deyun. 
Die japanische Invasion ist auf dem Festland schon voll eingetreten, da stürmen die Japaner Ende der 30er Jahre auch die britische Kronkolonie Hong Kong. Sean soll diese Invasion am eigenen Leibe zu spüren bekommen. Japanische Soldaten nehmen ihn Fest und werfen ihn ins Gefängnis.

Nun macht der Roman einen zeitlichen Sprung zu Deyuns Urenkelin Huang Dieniang. Sie ist bekannt dafür, regelmäßig an ausschweifenden Feten teilzunehmen, als auch ein freches Mundwerk zu besitzen. Ihr Freund, Peter Wong, kommt mit dieser Art auf die Dauer nicht mehr zurecht, da er einen ganz anderen Lebensstil als Dieniang pflegt. Deswegen verlässt er sie. 
Am Ende des Romans wird Hong Kongs enormer Wandel in der Zeit von der ersten Besetzung der Briten bis hin zur Rückgabe von Hong Kong an China dargestellt.